# Araschnia postocellata
Araschnia postocellata är en fjärilsart som beskrevs av Barend J. Lempke 1956. Araschnia postocellata ingår i släktet Araschnia och familjen praktfjärilar. Inga underarter finns listade i Catalogue of Life.